# (5213) Takahashi
(5213) Takahashi (1990 FU) – planetoida z pasa głównego asteroid okrążająca Słońce w ciągu 5 lat i 76 dni w średniej odległości 3 j.a. Została odkryta 18 marca 1990 roku w Kitami przez Kina Endate i Kazurō Watanabe. Nazwa planetoidy pochodzi od Atsushi Takahashi, japońskiego astronoma.